# HMS Collingwood (1841)
HMS Collingwood (Корабль Её Величества «Коллингвуд») — британский парусный линейный корабль 2 ранга. Спущен на воду 17 августа 1841 года на Королевской верфи в Пембруке.. Назван в честь британского вице-адмирала Катберта Коллингвуда.
В 1861 году оснащён паровой машиной, работавшей на гребной винт. В 1867 году продан.